# Заяче рагу

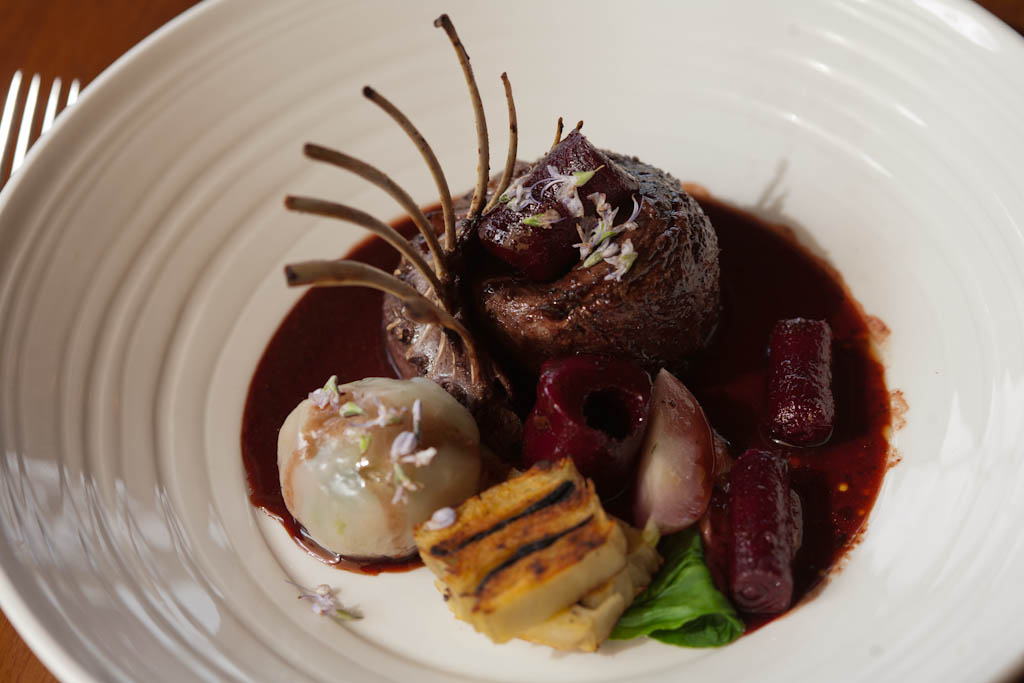
Заяче рагу, оформлене як коронна печеня

Заяче рагу (фр. civet de lièvre; нім. Hasenpfeffer — букв. «Заячий перець», «заєць у перцевому соусі»; нід. hazenpeper) — пряне рагу з маринованої зайчатини і заячих потрухів (серця і печінки) в перцевому соусі з додаванням тваринної крові. Різновид сіве.
На заяче рагу зазвичай беруть залишилися дрібні частини обробленого зайця, які не підходять для приготування заячої печені. Порізане кубиками м'ясо зайця маринують в олії і бренді з прянощами, а потім тушкують з жирним беконом, ріпчастою цибулею, червоним вином і лимонним соком, в кінці додають дрібно нарізану печінку. Для загущення соусу додають заячу або свинячу кров. Заяче рагу сервірують з галушками і маринованою червонокачанної капустою.
У Німеччині за аналогією з хазенпфеффером готують свиняче рагу швайнепфеффер, гусяче рагу гензепфеффер і рибне рагу фішпфеффер.